# Élections étatiques de 2024 dans l'État de Puebla
Les élections étatiques de 2024 dans l'État de Puebla se tiennent le 2 juin 2024, afin d'élire le gouverneur de l'État de Puebla pour un mandat de six ans, et les 41 membres du congrès étatique, pour un mandat de trois ans.

État de Puebla.

## Gouverneur

### Mode de scrutin
Le gouverneur est élu au scrutin uninominal majoritaire à un tour.

### Résultats
|                        | Continuons de faire l’histoire - Mouvement de régénération nationale (MORENA) - Parti vert écologiste du Mexique (PVEM) - Parti du travail (PT) - Parti nouvelle alliance (PNA) - Force pour le Mexique (FxM) | Alejandro Armenta Mier (MORENA) | 1 908 954 | 61,55 |  |  |
|                        | Meilleure direction pour Puebla - Parti révolutionnaire institutionnel (PRI) - Parti action nationale (PAN) - Parti de la révolution démocratique (PRD) - Parti social d'Intégration (PSI)                    | Eduardo Rivera Pérez (PAN)      | 1 052 216 | 33,93 |  |  |
|                        | Mouvement citoyen (MC) | Fernando Morales Martínez       | 140 077   | 4,52  |  |  |
|                        | |                                 |           |       |  |  |
| Suffrages exprimés     | Suffrages exprimés | Suffrages exprimés              | 3 101 247 | 96,71 |  |  |
| Votes nuls             | Votes nuls | Votes nuls                      | 105 556   | 3,29  |  |  |
| Total                  | Total | Total                           | 3 206 803 | 100   |  |  |
| Abstention             | Abstention | Abstention                      | 1 771 840 | 35,59 |  |  |
| Inscrits/Participation | Inscrits/Participation | Inscrits/Participation          | 4 978 643 | 64,41 |  |  |

## Congrès étatique

### Mode de scrutin
Le Congrès d'État de Puebla est constitué de 41 députés, élus selon un système mixte. 26 députés sont élus au scrutin uninominal majoritaire à un tour dans autant de circonscriptions, tandis que les 15 députés restants sont élus au scrutin proportionnel plurinominal. Les électeurs n'ont cependant qu'un seul vote.

### Résultats
|                                                |                                                |                                              |           |       |      |               |               |    |               |               |  |  |  |  |
| Parti                                          | Parti                                          | Parti                                        | Voix      | %     | +/-  | C             | +/−           | L  | Total         | +/-           |  |  |  |  |
|                                                |                                                | Mouvement de régénération nationale (MORENA) | 1 234 640 | 40,90 | 8,70 | 11            | 3             | 4  | 15            | 4             |  |  |  |  |
|                                                | Parti vert écologiste du Mexique (PVEM)        | 274 362                                      | 9,09      | 3,60  | 6    | 6             | 0             | 6  | 5             |               |  |  |  |  |
|                                                | Parti du travail (PT)                          | 191 840                                      | 6,35      | 1,07  | 5    | 2             | 0             | 5  | 1             |               |  |  |  |  |
|                                                | Parti nouvelle alliance (PNA)                  | 63 176                                       | 2,09      | 1,04  | 2    | 2             | 0             | 2  | 2             |               |  |  |  |  |
|                                                | Force pour le Mexique (FxM)                    | 51 973                                       | 1,72      | 1,15  | 2    | 2             | 0             | 2  | 2             |               |  |  |  |  |
| Total coalition Continuons de faire l’histoire | Total coalition Continuons de faire l’histoire | 1 815 991                                    | 60,16     | 14,89 | 26   | 9             | 4             | 30 | 6             |               |  |  |  |  |
|                                                |                                                | Parti action nationale (PAN)                 | 546 940   | 18,12 | 0,65 | 0             | 7             | 7  | 7             | 3             |  |  |  |  |
|                                                | Parti révolutionnaire institutionnel (PRI)     | 259 313                                      | 8,59      | 6,62  | 0    | 2             | 2             | 2  | 3             |               |  |  |  |  |
|                                                | Pacte social d'Intégration (PSI)               | 71 516                                       | 2,37      | 0,79  | 0    | en stagnation | 0             | 0  | 1             |               |  |  |  |  |
|                                                | Parti de la révolution démocratique (PRD)      | 58 324                                       | 1,93      | 0,57  | 0    | en stagnation | 0             | 0  | en stagnation |               |  |  |  |  |
| Total Meilleure direction pour Puebla          | Total Meilleure direction pour Puebla          | 936 093                                      | 31,01     | 5,48  | 0    | en stagnation | 9             | 9  | 6             |               |  |  |  |  |
|                                                | Mouvement citoyen (MC)                         | Mouvement citoyen (MC)                       | 266 421   | 8,83  | 3,24 | 0             | en stagnation | 2  | 2             | 1             |  |  |  |  |
|                                                |                                                |                                              |           |       |      |               |               |    |               |               |  |  |  |  |
| Suffrages exprimés                             | Suffrages exprimés                             | Suffrages exprimés                           | 3 018 505 | 95,36 |      |               |               |    |               |               |  |  |  |  |
| Votes nuls                                     | Votes nuls                                     | Votes nuls                                   | 146 779   | 4,64  |      |               |               |    |               |               |  |  |  |  |
| Total                                          | Total                                          | Total                                        | 3 165 284 | 100   | -    | 26            | en stagnation | 15 | 41            | en stagnation |  |  |  |  |
| Abstention                                     | Abstention                                     | Abstention                                   | 1 813 359 | 36,42 |      |               |               |    |               |               |  |  |  |  |
| Inscrits/Participation                         | Inscrits/Participation                         | Inscrits/Participation                       | 4 978 643 | 63,58 |      |               |               |    |               |               |  |  |  |  |